# Elmar Weingarten
Elmar Weingarten (* 20. Februar 1942 in Gleiwitz, Oberschlesien) ist ein deutscher Soziologe und Kulturmanager. Er lehrte am Institut für Kultur- und Medienmanagement der Freien Universität Berlin.

## Leben
Nachdem er als Kleinkind Flucht und Vertreibung erlebt hatte, besuchte Weingarten eine Waldorf-Schule und ein mathematisch-naturwissenschaftliches Gymnasium in Nürnberg. Nach dem Abitur (1962) studierte er Volkswirtschaftslehre, Betriebswirtschaftslehre und Soziologie an der Universität Köln. Das Studium schloss er als Diplom-Volkswirt ab.
1968 ging er als wissenschaftlicher Assistent zu Caspar Kulenkampff an die Universität Düsseldorf. 1970 wechselte er an die Universität Regensburg zu Fritz Sack. Mit einer Doktorarbeit über Schizophrenie-Familien bei dem Soziologen Thomas Luckmann promovierte er 1975 an der Universität Konstanz zum Dr. rer. soc. Im selben Jahr begann er als Assistenzprofessor an der FU Berlin zu arbeiten, als Leiter der Forschungsgruppe Patientenorientierte Intensivmedizin am Institut für Soziale Medizin.
Er arbeitete beim Sender Freies Berlin und war Leiter der Musikabteilung der Berliner Festspiele. Als solcher holte er 1986 Vladimir Horowitz zum ersten Berliner Konzert nach 52 Jahren. Bei den Berliner Philharmonikern vorerfahren, wurde er Intendant des Radio Symphonie-Orchesters Berlin und  der Rundfunk-Orchester und -Chöre gGmbH in Berlin (1994). 1995 übernahm er dieses Amt bei den Philharmonikern. Von 2001 bis 2005 war er Hauptgeschäftsführer des Ensemble Modern und ihres Dachverbandes, der Deutschen Ensemble Akademie. Von Mai 2006 bis Dezember 2007 war er Kurator des Berliner Hauptstadtkulturfonds. Vom August 2007 bis 2014 war er Intendant der Tonhalle-Gesellschaft Zürich. Von 2011 bis 2018 war Elmar Weingarten Geschäftsführer und Vorsitzender der Künstlerischen Kommission der Festspiele Zürich.

## Ehrungen
- Bundesverdienstkreuz 1. Klasse (2000)
- Mitglied des Direktoriums vom Bachfest Leipzig
- Vorsitzender Juror der Sektion Klavier beim Internationalen Musikwettbewerb der ARD
- Externes Mitglied des Hochschulrates der Hochschule für Musik „Hanns Eisler“ Berlin (2004)